# Деспетал
Деспетал (њем. Despetal) општина је у њемачкој савезној држави Доња Саксонија. Једно је од 40 општинских средишта округа Хилдесхајм. Према процјени из 2010. у општини је живјело 1.365 становника. Посједује регионалну шифру (AGS) 3254010.

## Географски и демографски подаци
Деспетал се налази у савезној држави Доња Саксонија у округу Хилдесхајм. Општина се налази на надморској висини од 130 метара. Површина општине износи 15,0 km². У самом мјесту је, према процјени из 2010. године, живјело 1.365 становника. Просјечна густина становништва износи 91 становника/km².